# Sneaker Pimps
Sneaker Pimps — британский электронный трип-хоп-коллектив, образованный в городе Хартлпул в 1994 году. Группа была основана электронным музыкантом Лиамом Хауи и гитаристом Крисом Корнером. Позже они наняли Келли Али (тогда известную как Келли Дэйтон) в качестве солистки, гитариста Джо Уилсона и барабанщика Дэйва Уэстлейка в качестве резервных музыкантов. На первом альбоме «Becoming X» пела Келли Дейтон. Начиная со второго альбома «Splinter» место вокалиста занял Крис Корнер, а саунд коллектива стал ближе к стилю трип-хоп. Уилсон и Уэстлейк ушли в 2002 году.
В 2004 году Корнер организовал собственный проект под названием IAMX. Sneaker Pimps не закончили запись последнего альбома и распались. В 2015 году появилась информация о воссоединении группы и записи нового альбома, в начале 2016 года в твиттерах Корнера и Хоуи появилась официальная информация о записи нового альбома. 10 сентября 2021 года вышел новый альбом — Squaring the Circle.

## Состав
- Крис Корнер — гитара, синтезаторы, вокал
- Лиам Хауи — синтезаторы

Бывшие участники:
- Келли Дейтон — вокал
- Джо Уилсон — бас-гитара
- Дэвид Уэстлейк — ударные и семплинг

## Дискография
Студийные альбомы
- 1996 — Becoming X
- 1999 — Splinter
- 2002 — Bloodsport
- 2021 — Squaring the Circle

Невыпущенный материал
- 2003 — SP4 (Невыпущенный альбом)[3]
- 2005 — SP5 (Демо)[4]

EPs
- 2005 — Low Five (digital remix EP)
- 2005 — Loretta Young Silks (digital remix EP)
- 2021 — Rework Collection 1
- 2021 — Rework Collection 2
- 2022 — Rework Collection 3
- 2022 — Rework Collection 4

Ремикс-альбомы
- 1998 — Becoming Remixed

Другие выступления
- 1997 — «Long Hard Road out of Hell», совместная работа с Мэрилином Мэнсоном над саундтреком к фильму «Спаун»
- 1997 — «Velvet Divorce», песня из саундтрека к фильму «Жизнь хуже обычной»